# Amobia africa
Amobia africa är en tvåvingeart som beskrevs av Charles Howard Curran 1936. Amobia africa ingår i släktet Amobia och familjen köttflugor.
Artens utbredningsområde är Zimbabwe. Inga underarter finns listade i Catalogue of Life.